# Camptolophia marmorata
Camptolophia marmorata är en fjärilsart som beskrevs av W. Warren 1896. Camptolophia marmorata ingår i släktet Camptolophia och familjen mätare. Inga underarter finns listade i Catalogue of Life.